# Призвание герой
„Призвание герой“ е поредица от сборници с книги игри, издавана в България от 2012 година.

## Брой 1 (2012)
„Призвание герой“, брой 1 излиза през декември 2012 година. Той е първият по рода си сборник с книги-игри, който е издаден в България.

### Зомбокалипсис
Първия разказ, който намира място на страниците на сборника е „Зомбокалипсис“ на Ал Торо. В него главния герой трябва да оцелее след като светът се превръща в място населено със зомбита. Книгата-игра съдържа 140 епизода, в които играчът трябва да намери начин да избяга успешно от МОЛ-а избягвайки вълните от зомбита, които вилнеят в него.

### Зарево над Кордоба
Вторият разказ е „Зарево над Кордоба“ от тандема автори Питър Вейл и Нол Келдън. Тази книга-игра пренася играча в XIII век, където той влиза в ролята на младия българин Ахрин. Той е натоварен с важна мисия от българския цар Иван Асен II и трябва да се измъкне успешно от обсадената перла на Андалусия – град Кордоба.

### Падението на Мрак
Третият разказ е „Падението на Мрак“ от Сикамор Брайт. В него играчът трябва да предотврати коварното предателство, целящо да придаде огромния град в ръцете на бунтовника Непокор. В ролята на ефрейтор Мандрейк, играчът трябва да прояви много хитрост и кураж, за да успее със своята мисия.
В сборника е включено и интервю с автора на много книги-игри от „Първата вълна“ Майкъл Майндкрайм.

## Брой 2 (2013)
„Призвание герой“, брой 2, излиза през септември 2013 година. Той продължава традицията да се публикуват в него три книги-игри и интервю с известен автор от „Първата вълна“

### Отново заедно
Това е първата книга-игра написана от Майкъл Майндрайм след повече от 10 години. В нея играчът поема поетапно ролята на всеки от четиримата главни герои и взима решения за всеки от тях. Той им помага да преодолеят многобройните трудности, в които се сблъскват в един необикновен ден. Наградата е страхотна вечер, прекарана в игри с приятелите от детинство.

### Да намериш дракон
В тази книга игра играчът се замесва с бойни дирижабли, гоблини-десантчици, хора, джуджета, елфи и още много колоритни персонажи и раси. Неговата цел е да намери въздушният кораб „Дракон“. Действието се развива в света създаден от Колин Уолъмбъри в неговата книга „Полетът на грифона“. Тази книга-игра се отличава със своя свеж хумор, движение по карта и множество кодови думи.

### Прах и сол
Събитията в тази книга-игра се развиват преди тези от брой 1, „Падението за мрак“. Тук играчът влиза в ролата на Непокор, който обединява народите на Грешната земя за война срещу град Мрак. Книгата-игра съдържа 257 епизода, в които играчът трябва да разчита на своята съобразителност, знания и сила, за да може да се изправи срещу седемте краля, които предвождат мрачните полкове.
В сборника е включено и интервю с автора на много книги-игри от „Първата вълна“ Джордж М. Джордж.

## Брой 3 (2014)
„Призвание герой“, брой 3, излиза през септември 2014 година. Той продължава традицията да се публикуват в него три книги-игри и интервю с известен автор от „Първата вълна“

### Щурмберг
Щурмберг е от онези откъснати от света места, където животът тече години наред напълно спокойно, докато някое събитие не разтресе всичко из основи. Тази вечер смъртта вилнееше в малкото планинско селце с щедър размах, а младият лекар Томас Айзенхоф я следваше по петите...

### Поробената принцеса
1236 – годината, в която българският цар Иван Асен II обсажда Константинопол, на Иберийския полуостров залязва една държава, просъществувала пет века. Ослепително красивата арабска принцеса Шейла попада в плен на френски кръстоносци. Може ли едно младо момиче да намери кураж и изобретателност, за да се измъкне от своите поробители?

### Кладенецът
Понякога Злото е по-близко до нас, отколкото очакваме. Едно тринадесетгодишно момче ще трябва да премине през истински Ад, изпълнен с капани и кошмарни създания, за да спаси своята малка сестричка.

### Интервю
В сборника е включено и интервю с автора на няколко книги-игри от „Първата вълна“ Тед Грей.

## Брой 4 (2015)
„Призвание герой“, брой 4, излиза през септември 2015 година. Той продължава традицията да се публикуват в него три книги-игри и интервю с известен автор.

### Зъби
От 13 години вампирката Елия е окована в подземие, приучавана да пие животинска кръв и да превъзмогва жаждата си за човешка. Сега нейните господари нямат друг избор освен да и се доверят и да я пуснат на свобода, за да открие и спаси дъщерята на барона. Но може ли да се разчита на една вампирка? Пригответе се за една дълга нощ, забулена в мистерия, наситена с опасности и жадна за кръв!

### Убежището
Всеки ден Станимир е преследван от тегобни сънища и живее изпълнен със страх. Той не обича да говори за него и дори собствената му жена не може искрено да разбере обсебването му. Той не знае дали краят на света наистина идва. Дълбоко в себе си е сигурен само в едно – Убежището трябва да бъде завършено час по-скоро.

### Вълча дупка
Мракът се спуска и над затънтеното българско селце Пепелище и времето на един странник неумолимо изтича. Той иска да скрие нещо от целия свят в порутената горска хижа. Иска да скрие самия себе си преди да е станало твърде късно! Преди пълната луна да се извиси в нощното небе и отново да отнеме всичко човешко от него.

### Интервю
В сборника е включено и интервю с автора на няколко книги-игри от „Новата вълна“ Сикамор Брайт.

## Брой 5 (2016)
„Призвание герой“, брой 4, излиза през септември 2016 година. Той продължава традицията да се публикуват в него три книги-игри и интервю с известен автор.

#### Петият принц
Ах, романтиката на пустинята! Слънце, безбрежни дюни, вятър в косите, ненаситни камили, пропаднали негодяи, които ще ти съдерат кожата от гърба (буквално), лукави търгаши, които ще ти съдерат две кожи (фигуративно), орда озверели фанатици по петите ти и една принцеса, на която хич не ѝ е чиста работата...

#### Хотелът
В нощта на абитуриентския си бал Алекс се събужда край хотела и осъзнава, че се носи безплътна над пясъка на плажа. През оставащите часове тя ще трябва да използва новите си свръхестествени способности, за да се ориентира в лабиринт от мрачни тайни и да открие какво се е случило с нея. А с наближаването на утрото времето ѝ да разкрие загадката бързо изтича!

#### Хуаранг и кумиху
Прочутият рицар-хуаранг Ким Ги Су е изпратен да проведе рутинно разследване в затънтената провинция, където приказна красавица привлича женихи от близо и далеч... само за да се окажат мъртви на следващата утрин. Само майсторството с меча и острият ум ще помогнат на хуаранг да разплете загадката, и може би да спаси живота и душата си от легендарно зло...

#### Интервю
В сборника е включено и интервю с първия носител на Златна никса – Георги Караджов.

## Брой 6 (2017)
„Призвание герой“, брой 6, излиза през септември 2017 година. Той продължава традицията да се публикуват в него три книги-игри и интервю с известен автор.

### Онази зимна нощ
На 12 декември двама младежи изчезват при загадъчни обстоятелства, а телата им се появяват необяснимо след три месеца. Сега Васко ще трябва да се върне във времето, за да открие какво се е случило и да го предотврати. Само че през онази зимна нощ в гората броди и нещо друго; нещо не от този свят...

### Рандеву
Четиридесет години след като Земята губи връзка с междузвездния кораб „Хоризонт 2“, той навлиза обратно в Слънчевата система. Бен се събужда полумъртъв на борда му, без никакъв спомен как и защо е попаднал там и дори кой е! Съзнава единствено, че времето му да разгадае тази мистерия неумолимо изтича.

### Зъби: Палатът на чудесата
В разгара на свирепа зима, Елия стига до Белерия – град, който ревниво пази своите тайни. Някъде там тя може да открие ключа към миналото си, а за да го направи, ще трябва само за една нощ да се справи със стражите на съдия Пардал, да се внедри в подземния свят и да открие полуделия доктор Майнард, създаващ безбожни изроди – мисия, почти непосилна дори за една вампирка!

### Интервю
В сборника е включено и интервю с автора на много книги-игри от „Първата вълна“ – Роджър Уилко.